# La Création (nouvelle)
Pour les articles homonymes, voir La Création.
La Création (La creazione dans sa version originale en italien) est une nouvelle fantastique de Dino Buzzati, incluse dans le recueil Le K publié en 1966.

## Résumé
L'histoire débute avec le Tout-puissant, dans son royaume : des anges architectes et ingénieurs construisent les planètes et l'univers. Un beau jour, ils ont l'idée de créer un monde où la vie serait présente. Ils vont présenter leur projet au Tout-Puissant qu'ils vont devoir convaincre. Après avoir accepté nombre de propositions en tout genre (éléphants, trilobites, dinosaures, etc.), le Tout-Puissant refuse de créer l'Homme dans un premier temps. Mais devant l'insistance de l'archange, il accepte avec beaucoup d'incertitude, en espérant qu'il ne le regrettera pas.